# Лукомарійська Вікіпедія
Лукомарійська Вікіпедія (лукомар. Олык Марий Википедий) — розділ Вікіпедії лукомарійською мовою. Створена у 2009 році. Лукомарійська Вікіпедія станом на 26 березня 2025 року містить 11 333 статті, 15 502 зареєстрованих користувачів, 25 активних дописувачів, 1 адміністратора
. Загальна кількість сторінок в лукомарійській Вікіпедії — 30 808, редагувань — 199 715, мультимедійні файли відсутні
. Глибина (рівень розвитку мовного розділу) лукомарійської Вікіпедії мала і становить 19.1 пунктів
. 

## Історія
- Березень 2008 — створена 100-та стаття[2].
- Листопад 2009 — створена 1 000-на стаття[2].
- Травень 2014 — створена 5 000-на стаття[3].